# 小野秀太郎
小野 秀太郎（おの ひでたろう、1886年〈明治19年〉9月20日 - 没年不詳）は、明治時代の日本の官吏、ジャーナリスト、教育者。台湾総督府郵便電信書記官、朝日新聞社外報部記者、台湾銀行通信員、スタンダード・オイル通信員、立教大学教授。英文通信の権威として知られ、教育者として商業英語を教えた。

## 人物・経歴
茨城県西茨城郡、のちの南川根村で小野祐太郎の長男として生まれた。
1897年（明治30年）10月まで、台湾総督府郵便電信書記官を務める。
東京英語専修学校（現・立教大学）卒業。
その後、朝日新聞社に入り、外報部記者を務めた。そのほか、日本における英文通信の権威として、台湾銀行や米国のスタンダード・オイル社の東洋通信員を務めた。
1925年（大正14年）には、母校の立教大学に招聘され、商学部（現・経済学部、経営学部）教授として商業英語を隅本とともに2氏で担当した。
立教大学出身の新聞・雑誌関係者で組織するアルファ会に、永井万助（朝日新聞社外報部長）や、生駒粂蔵（報知新聞社調査部長）らと所属した。
その後、日本銀行に入行し調査局欧米係に配属された。
1928年（昭和3年）には、日本銀行に勤務する立教大学出身者によってデルタ会の一分子となる「日銀会」が創設され、発起人の福田亮を始め、肥塚俊三、中居十二郎、色田歳雄、岩瀬勝らとともに活動した。

## 主な著作
- 『自然と人生／徳冨蘆花 原著』アーサー・ロイド、ボン・ファロット、小野秀太郎 訳 1913年
- 『大豆と獨逸軍隊』小野秀太郎 訳 滿洲中央銀行調査課 1940年6月